# 自由名单
自由名单 （德語：Freie Liste, FL）是一个中间偏左的列支敦士登政党。2017年，在列支敦士登议会有3个席位，在11个地方议会共有6个席位。 它成立于1985年，自称是一个奉行社会民主主义和绿色政治的政党。